# Lost (End of the Worldの曲)
『Lost』（ロスト）は、日本のバンド・SEKAI NO OWARIの海外プロジェクト・End of the Worldの3作目の配信デジタルシングルである。

## 概要
- 前作『Sleeping Beauty』から約1年1ヶ月ぶりのシングル。
- End of the Worldとして所属しているイギリスのレコード会社「Insanity Records」よりリリースした1作目の楽曲。このためEnd of the Worldは本作品をもって世界デビューと称される場合もある[2][3]。
- 前作に引き続き日本でも購入可能である[4][5][6][7]。
- ITunes Storeでは7/26付ジャンル別POPソング・ランキング1位、日本を含む全世界7か国でトップ10入りを記録した[8]。
- オリジナルバージョンに加えてアコースティックバージョンと2種類のリミックスバージョンの計4種類が存在する。
- 日本で行われたClean Banditのライブの後に食事をしたり[9][10]、彼らの楽曲「Rockabye」をリミックスする[11]、「Baby」のギターフレーズでNakajinが参加する[12]など以前から親交があり、今回のリリースに至った。
- 日本のライブではめったに披露しないが、表参道で行われた「VOGUE FASHION’S NIGHT OUT 2019」のフリーライブと「Spotify on Stage in MIDNIGHT SONIC 2019」でのみ披露された。
- 2019年8月2日にSpotify上で100万再生を突破[13]、2019年8月24日に300万再生を突破[14]、2019年10月2日には500万再生を突破した[15]。

## 収録曲
それぞれ1曲ずつ収録されている。

### Lost (feat. Clean Bandit)
1. Lost (feat. Clean Bandit)
2019年7月26日発売。通常バージョン。Fukaseのみ出演のミュージックビデオ[16]はアイスランドで撮影された。リリックビデオも存在する[17]。

### Lost (feat. Clean Bandit) [Acoustic]
1. Lost (feat. Clean Bandit) [Acoustic]
2019年9月6日発売。アコースティックバージョン。FukaseとClean Banditが出演しているミュージックビデオ[18]がある。

### Lost (feat. Clean Bandit) [Joel Corry Remix]
1. Lost (feat. Clean Bandit) [Joel Corry Remix]
2019年9月13日発売。イギリスのDJ兼プロデューサー、ジョエル・コリー（英語版）によるリミックスバージョン。

### Lost (feat. Clean Bandit) [Fresh Mode Remix]
1. Lost (feat. Clean Bandit) [Fresh Mode Remix]
2019年9月20日発売。Fresh Modeによるリミックスバージョン。